# Colección Arqueológica de Kozani
La Colección Arqueológica de Kozani es una colección o museo de Grecia ubicada en Kozani, en Macedonia Occidental.
Esta colección se exponía inicialmente en un edificio que había sido alquilado por el Eforado de antigüedades de la zona hasta que en 1989 se trasladó a un edificio neoclásico donado al municipio que es conocido con el nombre de «casa Katsiká». Sin embargo, un terremoto que tuvo lugar en 1995 en la región ocasionó el cierre de la exposición hasta que se rehabilite el edificio.
Esta colección se compone de objetos de periodos comprendidos entre la prehistoria y la época romana que proceden principalmente de la unidad periférica de Kozani —con excepción de los de la zona de Eani, que se exponen en el Museo Arqueológico de Eani.
Los principales lugares de los que proceden los hallazgos son la necrópolis clásica de Kozani y el valle del río Haliacmón.

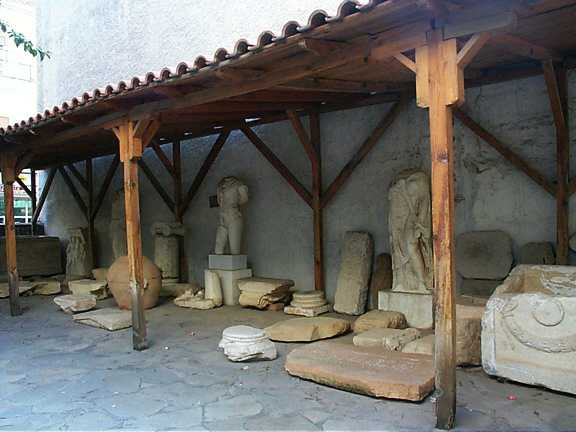
Objetos expuestos en el patio del museo.
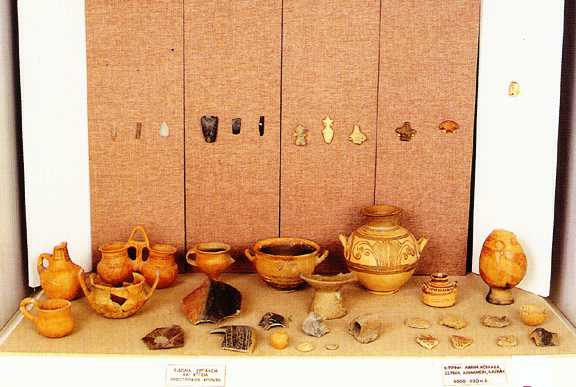
Objetos de cerámica de diferentes periodos hallados en varios lugares de la región.
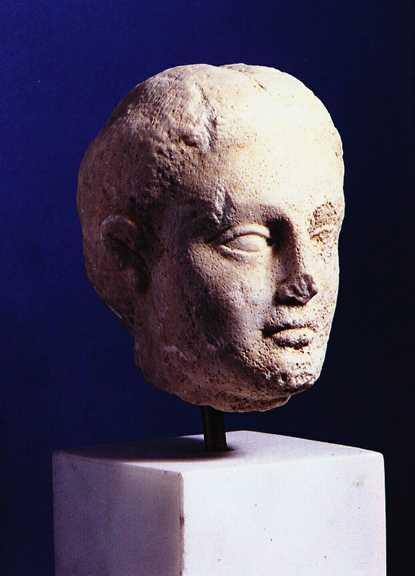
Estatua del mármol del siglo IV a. C.